# Facebook Messenger
Messenger (trước đây được gọi là Facebook Messenger) là một dịch vụ nhắn tin tức thời độc quyền của Mỹ do Meta Platforms phát triển và được xây dựng trên giao thức MQTT. Ban đầu được phát triển với tên gọi Facebook Chat năm 2008, ứng dụng khách của Messenger hiện có sẵn trên nền tảng di động iOS và Android, nền tảng máy tính để bàn Windows và macOS, thông qua ứng dụng web Messenger.com và trên phần cứng Facebook Portal độc lập.
Messenger được sử dụng để gửi tin nhắn và trao đổi ảnh, video, nhãn dán, âm thanh và file, đồng thời phản hồi tin nhắn của người dùng khác và tương tác với bot. Dịch vụ này cũng hỗ trợ gọi thoại và gọi video. Các ứng dụng độc lập hỗ trợ sử dụng nhiều tài khoản, trò chuyện với mã hóa đầu cuối và chơi trò chơi.
Với lượng người dùng hàng tháng hơn 1 tỷ người, Messenger là một trong những nền tảng truyền thông xã hội lớn nhất.

## Lịch sử

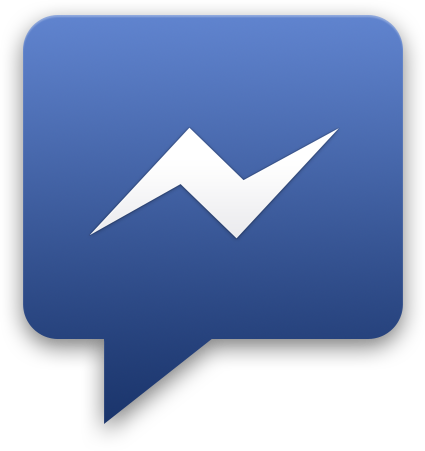
Logo từ năm 2011 cho đến năm 2013

Logo từ năm 2013 cho đến năm 2018

Logo từ năm 2018 cho đến năm 2020

Logo từ năm 2020 cho đến năm 2025

Logo từ năm 2025

Sau khi thử nghiệm nền tảng nhắn tin tức thời mới trên Facebook vào tháng 3 năm 2008, tính năng này, khi đó có tên là "Facebook Chat", đã dần được phát hành cho người dùng vào tháng 4 năm 2008. Facebook đã cải tiến nền tảng nhắn tin của mình vào tháng 11 năm 2010, và sau đó mua lại dịch vụ nhắn tin nhóm Beluga vào tháng 3 năm 2011, mà công ty đã sử dụng để ra mắt ứng dụng di động iOS và Android độc lập vào ngày 9 tháng 8 năm 2011. Facebook sau đó đã ra mắt phiên bản BlackBerry vào tháng 10 năm 2011. Một ứng dụng dành cho Windows Phone, mặc dù thiếu các tính năng bao gồm nhắn tin thoại và đầu trò chuyện, đã được phát hành vào tháng 3 năm 2014. Vào tháng 4 năm 2014, Facebook thông báo rằng tính năng nhắn tin sẽ bị xóa khỏi ứng dụng Facebook chính và người dùng sẽ được yêu cầu tải xuống ứng dụng Messenger riêng. Một phiên bản được tối ưu hóa cho iPad của ứng dụng iOS đã được phát hành vào tháng 7 năm 2014. Vào tháng 4 năm 2015, Facebook đã ra mắt giao diện trang web cho Messenger. Một ứng dụng Tizen đã được phát hành vào ngày 13 tháng 7 năm 2015. Facebook đã ra mắt Messenger cho Windows 10 vào tháng 4 năm 2016. Vào tháng 10 năm 2016, Facebook đã phát hành Messenger Lite, phiên bản rút gọn của Messenger với bộ tính năng được giảm bớt. Ứng dụng này chủ yếu nhắm đến các điện thoại Android cũ và các khu vực không có sẵn Internet tốc độ cao rộng rãi. Vào tháng 4 năm 2017, Messenger Lite đã được mở rộng ra thêm 132 quốc gia. Vào tháng 5 năm 2017, Facebook đã cải tiến thiết kế cho Messenger trên Android và iOS, mang đến màn hình chính mới với các tab và phân loại nội dung và phương tiện tương tác, các chấm đỏ biểu thị hoạt động mới và các phần được di dời.
Facebook đã công bố chương trình Messenger dành cho Windows 7 trong bản thử nghiệm beta giới hạn vào tháng 11 năm 2011. Tháng sau, blog TechIT của Israel đã rò rỉ liên kết tải xuống chương trình, sau đó Facebook đã xác nhận và chính thức phát hành chương trình. Chương trình cuối cùng đã bị ngừng vào tháng 3 năm 2014. Một tiện ích bổ sung cho trình duyệt web Firefox đã được phát hành vào tháng 12 năm 2012, nhưng cũng đã bị ngừng vào tháng 3 năm 2014.
Vào tháng 12 năm 2017, Facebook đã công bố Messenger Kids, một ứng dụng mới dành cho người dùng dưới 13 tuổi. Ứng dụng này có một số điểm khác biệt so với phiên bản tiêu chuẩn. Năm 2019, Messenger được công bố là ứng dụng di động được tải xuống nhiều thứ 2 trong thập kỷ, từ năm 2011 đến năm 2019. Vào tháng 12 năm 2019, Messenger đã ngừng hỗ trợ người dùng chỉ đăng nhập bằng số điện thoại di động, nghĩa là người dùng phải đăng nhập vào tài khoản Facebook để sử dụng dịch vụ.
Vào tháng 3 năm 2020, Facebook bắt đầu phát hành ứng dụng Messenger dành riêng cho macOS thông qua Mac App Store. Ứng dụng hiện đang hoạt động tại các khu vực bao gồm Pháp, Úc, Mexico, Ba Lan, và nhiều quốc gia khác.
Vào tháng 4 năm 2020, Facebook bắt đầu triển khai một tính năng mới có tên là Messenger Rooms, một tính năng trò chuyện video cho phép người dùng trò chuyện với tối đa 50 người cùng lúc. Tính năng này cạnh tranh với Zoom, một ứng dụng rất phổ biến trong đại dịch COVID-19. Những lo ngại về quyền riêng tư đã nảy sinh do tính năng này sử dụng cùng chính sách thu thập dữ liệu với Facebook chính thống.
Vào tháng 7 năm 2020, Facebook đã thêm một tính năng mới vào Messenger, cho phép người dùng iOS sử dụng Face ID hoặc Touch ID của Apple để khóa các cuộc trò chuyện. Tính năng này được gọi là App Lock và là một phần trong một số thay đổi của Messenger liên quan đến quyền riêng tư và bảo mật. Tùy chọn chỉ xem "Chuỗi tin nhắn chưa đọc" đã bị xóa khỏi hộp thư đến, yêu cầu chủ tài khoản phải cuộn qua toàn bộ hộp thư đến để đảm bảo mọi tin nhắn chưa đọc đã được xem.
Vào ngày 13 tháng 10 năm 2020, ứng dụng Messenger đã giới thiệu tính năng nhắn tin liên ứng dụng với Instagram, được ra mắt vào tháng 9 năm 2021. Ngoài tính năng nhắn tin tích hợp, ứng dụng còn công bố việc giới thiệu một logo mới, có thể là sự kết hợp giữa logo của Messenger và Instagram.

## Tính năng
Dưới đây là bảng các tính năng có sẵn trong Messenger, cũng như phạm vi phủ sóng địa lý và thiết bị tương thích. Ngoài ra còn có tính năng tin nhắn tự hủy. Ngoài ra còn có tính năng ghi âm, cho phép ghi âm tối đa một phút, có thể tự hủy hoặc không tự hủy:
| Tính năng                               | Thêm                                  | Miêu tả | Nền tảng | Khả dụng               |
| --------------------------------------- | ------------------------------------- | --- | -------- | ---------------------- |
| Messaging XMPP users                    | Tháng 2 năm 2010 (ngừng phát hành)    | Vào thời điểm Messenger được gọi là Facebook Chat, vào tháng 2 năm 2010, Facebook đã giới thiệu một cách để nhắn tin cho người dùng trên toàn bộ mạng XMPP. Tính năng này đã ngừng hoạt động vào ngày 30 tháng 4 năm 2015. |          |                        |
| Đăng ký mà không cần tài khoản Facebook | Tháng 12 năm 2012 (ngừng sphát triển) | Người dùng Android có thể đăng ký ứng dụng mà không cần tài khoản Facebook, chỉ cần tên và số điện thoại. | Di động  | Toàn cầu               |
| Đăng ký mà không cần tài khoản Facebook | 2024                                  | Người dùng ở Khu vực kinh tế châu Âu có thể đăng ký ứng dụng mà không cần tài khoản Facebook, chỉ cần có tài khoản Messenger. | Tất cả   | European Economic Area |
| Direct messaging                        | October 2013                          | Người dùng có thể gửi tin nhắn cho người dùng khác mà không cần phải là bạn bè, miễn là người dùng có số điện thoại của người dùng kia trong danh sách liên hệ. | Tất cả   | Toàn cầu               |
| Chat Heads                              | April 2013                            | Người dùng Android có thể sử dụng biểu tượng tròn có ảnh đại diện của liên hệ, hiển thị trên màn hình bất kể ứng dụng nào đang mở. | Di động  | Toàn cầu               |
| Money transfer (Messenger Pay)          | March 2015                            | Một tính năng cho phép người dùng tại Hoa Kỳ gửi tiền cho bạn bè. Vào tháng 4 năm 2017, tính năng này đã được mở rộng để hỗ trợ thanh toán theo nhóm. | Di động  | Mỹ                     |
| Calls                                   | Tháng 1 năm 2013                      | Vào tháng 1 năm 2013, Facebook đã thêm tính năng gọi thoại cho người dùng Messenger tại Canada, mở rộng tính năng này cho người dùng tại Hoa Kỳ vài ngày sau đó. Vào tháng 4 năm 2015, Facebook đã giới thiệu tính năng gọi video tại một số quốc gia được chọn. Vào tháng 4 năm 2016, tính năng gọi thoại nhóm đã được giới thiệu, với số lượng người tham gia cuộc gọi tối đa là 50 người. Vào tháng 12 năm sau, Facebook đã cho phép gọi video nhóm cho tối đa 50 người. Vào tháng 6 năm 2017, Facebook đã cập nhật tính năng trò chuyện video để cung cấp cho người dùng khả năng thêm các phiên bản hoạt hình của các phản ứng trên Facebook lên trên khuôn mặt của họ, chẳng hạn như nước mắt cho khuôn mặt đang khóc và vầng hào quang trái tim nổ tung xung quanh đầu khi gửi biểu tượng cảm xúc trái tim. Ngoài ra, người dùng có thể chụp ảnh màn hình và các bộ lọc trực tiếp có thể thay đổi màu sắc hoặc ánh sáng trong nguồn cấp dữ liệu. | Tất cả   | Toàn cầu               |
| Chia sẻ vị trí                          | June 2015                             | Người dùng có thể chạm vào nút "Vị trí" và sau đó sẽ thấy bản đồ với khả năng xác định vị trí bất kỳ, ngay cả khi người dùng không có mặt tại địa điểm đó. Vào tháng 3 năm 2017, ứng dụng đã giới thiệu tính năng chia sẻ vị trí trực tiếp, cho phép người dùng tạm thời chia sẻ vị trí của mình với bạn bè hoặc nhóm bạn bè trong một giờ mỗi lần. | Di động  | Toàn cầu               |
| Tương tác kinh doanh                    |                                       | Tại hội nghị Facebook F8 vào ngày 25 tháng 3 năm 2015, Facebook đã thông báo rằng Messenger sẽ bắt đầu cho phép người dùng tương tác với doanh nghiệp, bao gồm theo dõi giao dịch mua hàng và nhận thông báo, cũng như trò chuyện cá nhân với đại diện dịch vụ khách hàng của công ty. |          |                        |
| Tích hợp ứng dụng của bên thứ ba        |                                       | Người dùng có thể mở các ứng dụng của bên thứ ba tương thích bên trong Messenger, chẳng hạn như dịch vụ đặt vé xem phim hoặc trình tạo ảnh GIF, sau đó chia sẻ những thông tin chi tiết đó với những người tham gia trò chuyện khác. | Di động  | Toàn cầu               |
| Transportation requests                 | December 2015                         | Messenger integrated with Uber to let U.S. users request a car directly from the app. Support for Lyft was added in March 2016. Support for UberPOOL was introduced in July 2016. | Di động  | Mỹ                     |
| SMS support                             | 2012                                  | Facebook đã triển khai hỗ trợ nhắn tin SMS trong ứng dụng Messenger trên Android. Tuy nhiên, tính năng này đã bị loại bỏ vào năm 2013 do "việc cải tiến toàn diện" ứng dụng, với một giám đốc sản phẩm của Facebook cho biết tính năng SMS "không thực sự phổ biến". SMS một lần nữa được đưa vào thử nghiệm vào tháng 2 năm 2016, trước khi chính thức triển khai toàn cầu vào tháng 6. Hỗ trợ SMS trong Messenger một lần nữa bị loại bỏ vào tháng 9 năm 2023. | Android  | Toàn cầu               |
| Multiple accounts                       | February 2016                         | Facebook đã bổ sung tính năng hỗ trợ nhiều tài khoản trong ứng dụng. | Di động  | Toàn cầu               |
| Bot platform                            | April 2016                            | Ra mắt năm 2016 Vào tháng 4 năm 2016, Facebook đã công bố một nền tảng bot cho Messenger, bao gồm một API để xây dựng các bot trò chuyện tương tác với người dùng. Các bot của nhà xuất bản tin tức "gửi tin tức và thông tin khác trực tiếp đến người đăng ký", trong khi các ứng dụng chia sẻ xe có thể cung cấp tùy chọn di chuyển, các chuỗi khách sạn có thể trả lời các câu hỏi về chỗ ở và các công ty du lịch hàng không có thể cho phép làm thủ tục, cập nhật chuyến bay và thay đổi hành trình. Những cải tiến năm 2017 Tại hội nghị Facebook F8 năm 2017, Facebook đã công bố một loạt các cải tiến cho bot: - Bot trong trò chuyện nhóm: Bot có thể tham gia trò chuyện nhóm – không phải bằng cách trò chuyện với những người tham gia trò chuyện – mà bằng cách đưa ra các thông báo như cập nhật tin tức, biên lai, tiến trình thể thao, v.v. - Chat extensions: Người dùng có thể tương tác với các ứng dụng chuyên dụng, bao gồm chơi trò chơi, cộng tác trên danh sách phát nhạc và đặt vé máy bay. Ngoài ra, Facebook đã công bố tab "Khám phá", hiển thị các bot đã sử dụng gần đây, danh mục bot, trải nghiệm thịnh hành và chức năng tìm kiếm. Màn hình xem trước cho phép người dùng xem mỗi cuộc trò chuyện sẽ làm gì trong một cuộc trò chuyện. - QR scan: Người dùng có thể quét mã QR đặc biệt, có thương hiệu thông qua chức năng camera của Messenger, để được dẫn trực tiếp đến một bot cụ thể. Tab "Khám phá" (với tên gọi hơi khác một chút) đã chính thức ra mắt tại Hoa Kỳ vào cuối tháng 6 năm 2017. | All      | Toàn cầu               |
| "M" assistant                           | April 2017 (terminated)               | Vào tháng 8 năm 2015, Facebook đã công bố M, một trợ lý ảo trí tuệ nhân tạo sử dụng trong Messenger, có khả năng tự động hoàn thành các tác vụ cho người dùng, chẳng hạn như mua hàng, sắp xếp giao quà, đặt nhà hàng và sắp xếp chuyến đi. Vào tháng 4 năm 2017, Facebook đã cho phép M hoạt động tại Hoa Kỳ. M sẽ quét các cuộc trò chuyện để tìm từ khóa và sau đó đề xuất các hành động liên quan. Ví dụ: khi viết "Bạn nợ tôi 20 đô la", M sẽ đề xuất hệ thống thanh toán của mình. Việc triển khai các đề xuất M đã được chính thức công bố tại hội nghị F8 của Facebook vào ngày 18 tháng 4 năm 2017. Vào tháng 1 năm 2018, có thông báo rằng M sẽ ngừng hoạt động trong tương lai. | All      | Mỹ                     |
| "Home" messages panel                   | June 2016                             | Facebook đã công bố nút "Trang chủ" làm vị trí trung tâm để gửi và nhận tin nhắn. Nút Trang chủ hiển thị các tin nhắn gần đây nhất, cũng như mục "Yêu thích" dành cho những liên hệ thường xuyên liên lạc nhất. | Di động  | Toàn cầu               |
| Secret Conversations                    | October 2016                          | Người dùng Messenger có thể gửi tin nhắn được mã hóa đầu cuối cho nhau thông qua chế độ tùy chọn "Cuộc trò chuyện bí mật" (Secret Conversations), sử dụng Giao thức Signal. Người dùng cũng có thể chọn gửi tin nhắn "tự hủy" cho nhau; tin nhắn sẽ bị xóa vĩnh viễn sau một khoảng thời gian tùy chọn. Tính năng này chỉ khả dụng trên ứng dụng di động, không có trên phiên bản web. Ban đầu được lên kế hoạch vào năm 2022, nhưng theo mặc định, tính năng mã hóa đầu cuối sẽ bị trì hoãn đến năm 2023. | Di động  | Toàn cầu               |
| Instant Games                           | November 2016                         | Cho phép người dùng nhanh chóng chơi các trò chơi như Pac-Man, Space Invaders, EverWing và Words with Friends Frenzy ngay trong Messenger. Các trò chơi được chơi không đồng bộ thông qua điểm số cao thay vì chơi trực tiếp cùng lúc, và được xây dựng trên nền tảng HTML5 chứ không phải ứng dụng. Vào tháng 5 năm 2017, Facebook đã công bố triển khai Instant Games trên toàn cầu. | Di động  | Toàn cầu               |
| Messenger Day                           | March 2017                            | Sau thử nghiệm ban đầu tại Ba Lan vào tháng 9 năm 2016, Facebook đã ra mắt "Ngày Messenger" vào tháng 3 năm 2017. Ngày Messenger, tương tự như tính năng Câu chuyện của Snapchat, cho phép người dùng chia sẻ ảnh và video với bạn bè và tự động biến mất sau 24 giờ. | Di động  | Toàn cầu               |
| Reactions and Mentions                  | March 2017                            | Phản ứng cho phép người dùng chạm và giữ vào tin nhắn để thêm phản ứng thông qua biểu tượng cảm xúc, trong khi Đề cập cho phép người dùng nhập @ trong cuộc trò chuyện nhóm để gửi thông báo trực tiếp cho một người dùng cụ thể. | All      | Toàn cầu               |
| Augmented reality effects               | December 2017                         | "World Effects" cho phép người dùng thêm hiệu ứng thực tế tăng cường 3D vào ảnh và video của họ. | Di động  | Toàn cầu               |
| AI Chatbots in messengers               | January 2018                          | Facebook bắt đầu cho phép sử dụng bot AI của Messenger sau 2 bước xác minh. | All      | Toàn cầu               |
| Replies                                 | March 2019                            | Facebook đã bổ sung khả năng trích dẫn và trả lời tin nhắn cụ thể trong cuộc trò chuyện. | Tất cả   | Toàn cầu               |
| Messenger Rooms                         | April 2020                            | Tính năng trò chuyện video cho phép người dùng trò chuyện với tối đa 50 người cùng một lúc. | Tất cả   | Toàn cầu               |

### Messenger Rooms
Đây là tính năng hội nghị truyền hình của Messenger. Nó cho phép người dùng thêm tối đa 50 người cùng lúc. Messenger Rooms không yêu cầu tài khoản Facebook. Messenger Rooms cạnh tranh với các dịch vụ khác như Zoom.
Trở lại năm 2014, Facebook đã giới thiệu một ứng dụng độc lập, không liên quan có tên là Rooms, cho phép người dùng tạo không gian cho những người dùng có cùng sở thích, với những người dùng ẩn danh với người khác. Ứng dụng này đã bị đóng cửa vào tháng 12 năm 2015.
Vào tháng 4 năm 2020, trong đại dịch COVID-19, Facebook đã tiết lộ tính năng hội nghị truyền hình cho Messenger có tên là Messenger Rooms. Điều này được coi là một phản ứng trước sự phổ biến của các nền tảng hội nghị truyền hình khác như Zoom và Skype trong bối cảnh đại dịch COVID-19.
Messenger Rooms cho phép người dùng thêm tối đa 50 người vào mỗi phòng mà không bị giới hạn thời gian. Tính năng này không yêu cầu tài khoản Facebook hoặc ứng dụng riêng biệt với Messenger. Khi sử dụng, nó chỉ yêu cầu người dùng cung cấp thông tin cơ bản. Người dùng có thể thêm hình nền ảo 360°, hiệu ứng ánh sáng tâm trạng và các hiệu ứng AR khác, cũng như chia sẻ màn hình. Để ngăn chặn những người không mong muốn tham gia, người dùng có thể khóa phòng và xóa người tham gia.
Một số người đã bày tỏ lo ngại về quyền riêng tư của Messenger Room và cách công ty mẹ của nó, Facebook, xử lý dữ liệu. Không giống như một số đối thủ cạnh tranh, Messenger Rooms không sử dụng mã hóa đầu cuối. Ngoài ra, còn có những lo ngại về cách Messenger Rooms thu thập dữ liệu người dùng.

## Kiếm tiền
Vào tháng 1 năm 2017, Facebook thông báo rằng họ đang thử nghiệm hiển thị quảng cáo trên trang chủ của Messenger. Vào thời điểm đó, việc thử nghiệm chỉ giới hạn ở "một số ít người dùng tại Úc và Thái Lan", với định dạng quảng cáo là quảng cáo xoay vòng vuốt. Vào tháng 7, công ty thông báo rằng họ đang mở rộng thử nghiệm ra toàn cầu. Stan Chudnovsky, giám đốc Messenger, chia sẻ với VentureBeat rằng "Chúng tôi sẽ bắt đầu từ từ... Khi nào người dùng trung bình có thể chắc chắn nhìn thấy chúng, chúng tôi thực sự không biết vì chúng tôi sẽ chỉ dựa trên dữ liệu và phản hồi của người dùng để đưa ra quyết định đó". Facebook nói với TechCrunch rằng vị trí của quảng cáo trong hộp thư đến phụ thuộc vào các yếu tố như số lượng tin nhắn, kích thước màn hình điện thoại và mật độ điểm ảnh. Trong một bài xã luận trên TechCrunch của Devin Coldewey, ông mô tả quảng cáo là "khổng lồ" về không gian, "không thể chấp nhận được" về cách chúng xuất hiện trên giao diện người dùng và "không liên quan" do thiếu ngữ cảnh. Coldewey kết thúc bài viết bằng cách viết: "Quảng cáo là cách mọi thứ được trả tiền trên internet, bao gồm cả TechCrunch, vì vậy tôi không ủng hộ việc loại bỏ hoặc chặn hoàn toàn quảng cáo. Nhưng trải nghiệm quảng cáo tồi tệ có thể làm hỏng một ứng dụng hoàn toàn tốt như (để tranh luận) Messenger. Nhắn tin là một trường hợp sử dụng mang tính cá nhân, có mục đích và những quảng cáo này là một cách tồi để kiếm tiền từ nó."

## Tiếp nhận
Vào tháng 11 năm 2014, Electronic Frontier Foundation (EFF) đã liệt kê Messenger (trò chuyện trên Facebook) vào Secure Messaging Scorecard. Ứng dụng này đạt 2/7 điểm trên bảng điểm. Ứng dụng nhận được điểm nhờ việc mã hóa thông tin liên lạc trong quá trình truyền tải và gần đây đã hoàn thành một cuộc kiểm tra bảo mật độc lập. Ứng dụng bị trừ điểm vì thông tin liên lạc không được mã hóa bằng các khóa mà nhà cung cấp không có quyền truy cập, người dùng không thể xác minh danh tính của người liên hệ, các tin nhắn trước đó không an toàn nếu khóa mã hóa bị đánh cắp, mã nguồn không được công khai để đánh giá độc lập và thiết kế bảo mật không được ghi chép đầy đủ.
Theo thông tin từ Trung tâm Trợ giúp của Facebook, không có cách nào để đăng xuất khỏi ứng dụng Messenger. Thay vào đó, người dùng có thể chọn giữa các trạng thái khả dụng khác nhau, bao gồm "Hiển thị là không hoạt động", "Chuyển đổi tài khoản" và "Tắt thông báo". Các phương tiện truyền thông đã đưa tin về một giải pháp thay thế, bằng cách nhấn vào tùy chọn "Xóa dữ liệu" trong menu của ứng dụng trong Cài đặt trên thiết bị Android, thao tác này sẽ đưa người dùng trở lại màn hình đăng nhập.

## Tăng trưởng người dùng
Sau khi tách khỏi ứng dụng Facebook chính, Messenger đã có 600 triệu người dùng vào tháng 4 năm 2015. Con số này tăng lên 900 triệu vào tháng 6 năm 2016, 1 tỷ vào tháng 7 năm 2016,  và 1,2 tỷ vào tháng 4 năm 2017.
Vào tháng 3 năm 2020, tổng lưu lượng tin nhắn đã tăng 50% tại các quốc gia đang bị cách ly do sự bùng phát của COVID-19. Các cuộc gọi nhóm đã tăng hơn 1.000%.

## Nỗ lực giám sát/giải mã của chính phủ
Đầu năm 2018, Bộ Tư pháp Mỹ đã ra tòa để buộc Facebook phải sửa đổi ứng dụng Messenger của mình nhằm cho phép bên thứ ba giám sát, từ đó các đặc vụ có thể nghe lén các cuộc trò chuyện thoại được mã hóa qua Messenger.:1 Tòa án đã ra phán quyết chống lại Bộ Tư pháp, nhưng đã niêm phong vụ án.:1  Vào tháng 11 năm 2018, ACLU và EFF đã đệ đơn kiện để công khai vụ án để công chúng có thể được thông báo về cuộc tranh luận về mã hóa/giám sát.:1 Động thái này đã bị bác bỏ vào tháng 2 năm 2019 và một đơn kháng cáo đã được đệ trình vào tháng 4 năm 2020.  Tòa phúc thẩm đã xác nhận quyết định bác phán quyết ban đầu vào ngày 22 tháng 7 năm 2020.